# Friedrich Carl Gröger
Pour les articles homonymes, voir Gröger.
Friedrich Carl Gröger, né le 14 octobre 1766 à Plön et mort le 9 novembre 1838  à Hambourg, est un peintre et un lithographe allemand.

## Biographie
Gröger est le fils d'un tailleur de Plön et il grandit dans un milieu modeste. Ses parents le destinent tout d'abord au métier de tailleur ou de tourneur et s'opposent à son talent artistique. Gröger se forme en autodidacte au métier de peintre. À Lübeck, il entre en contact avec Johann Jacob Tischbein (en) et s'installe dans la ville en 1785. C'est là qu'il fait la rencontre de Heinrich Jacob Aldenrath, son premier élève qui restera son ami la vie durant.
Les deux hommes étudient ensemble à partir de 1789 à l'Académie des Beaux-Arts de Berlin puis partent pour Hambourg. Après un voyage d'étude en commun à Dresde et à Paris, Gröger et Aldenrath retournent à Lübeck où ils exercent leur art jusqu'en 1807. En 1792, il est nommé membre d'honneur de la Société de promotion des actions de bien commun (Gesellschaft zur Beförderung gemeinnütziger Tätigkeit) à Lübeck. Voyageant ensuite entre Hambourg, Copenhague, Kiel et Lübeck, ils s'installent définitivement à Hambourg en 1814.
Après avoir peint des miniatures, Gröger se spécialise dans le portrait en préférant les portraits en buste en grandeur nature. Aldenrath reprend quant à lui l'activité des miniatures. Après l'invention de la lithographie, les deux hommes se tournent vers cette technique et fondent la société Gröger & Aldenrath.
Gröger est l'un des portraitistes les plus réputés de son temps en Allemagne du Nord. Ses œuvres se trouvent dans de nombreux musées comme la Hamburger Kunsthalle, mais également dans des collections privées dans le Holstein et au Danemark.
Le chemin Grösger (Grögersweg) à Hambourg lui est dédié – il est relié à la rue Tischbein (Tischbeinstraße) et au chemin Aldenrath (Aldenrathsweg).